# Jérôme Bibette
Jérôme Bibette, né le 8 juillet 1960 est un physicien et chimiste français, spécialiste de la physique et la chimie des colloïdes et des émulsions. Il est professeur à l'ESPCI Paris, et directeur du laboratoire Chimie Biologie Innovation .

## Biographie
Jérôme Bibette est agrégé de sciences physiques et obtient un doctorat en 1990 à l'université de Bordeaux. Nommé professeur à l'université de Bordeaux, il étudie la synthèse, la thermodynamique, la rhéologie et les instabilités des colloïdes et des émulsions.  En 2000, il est nommé professeur à l'École supérieure de physique et de chimie industrielles de la ville de Paris. Ces recherches sont à l'origine de nombreux développements industriels dans le domaine pharmaceutique, cosmétique et du diagnostic médical.
Jérôme Bibette a créé plusieurs entreprises de biotechnologie et de chimie industrielle : RainDance Technologies avec Andrew Griffiths, Ademtech, Capsum, Calyxia et Kapsera. Il est membre du comité de pilotage de la chaire "Sciences des matériaux Michelin-ESPCI Paris".
Auteur de 130 publications, il détient également 35 brevets.
Il travaille avec le chef Thierry Marx, adepte de la cuisine moléculaire pour créer les "perles de saveurs" qu'il présente au cours de l'exposition Dans la sphère de Thierry Marx….

## Travaux

### Émulsion
Jérôme Bibette est un des premiers à synthétiser des émulsions monodisperses à partir desquelles il a établi des lois sur la coalescence et à mettre en évidence, en présence de micelles, un mécanisme de déplétion, origine de l’interaction attractive entre gouttelettes. Il étudie également le comportement des émulsions doubles eau-huile-eau et ses applications à l'encapsulation de principes actifs.

### Colloïdes magnétiques
En collaboration avec une équipe de l'Institut Curie, Jérôme Bibette met au point un nouveau test biologique en greffant des anticorps sur un colloïde magnétique. Son équipe parvient à fabriquer un micronageur artificiel semblable au spermatozoide.

### Coalescencede gouttes
Le laboratoire de Jérôme Bibette a étudié le phénomène de coalescence des gouttes. Lors d'une collision entre deux gouttes, la coalescence intervient lors de la phase de séparation et non durant l'impact.

### Assemblage decolloïdeschiraux
L'équipe de Jérome Bibette a imaginé des objets colloïdaux capable de s'autoassembler avec une forme isomérique particulière. Ils ont notamment désigné une structure de double hélice similaire à celle de l'ADN qui permet de comprendre les propriétés d'une telle structure.

## Distinctions
Jérôme Bibette est lauréat de la médaille d'argent du CNRS (2000) et membre honoraire de l'Institut universitaire de France.